# Hermiana
Hermiana (łac. Diocesis Hermianensis) – stolica historycznej diecezji w Cesarstwie rzymskim w prowincji Byzacena, współcześnie w Tunezji. Obecnie katolickie biskupstwo tytularne.

## Biskupi tytularni
| Lp. | Biskup                     | Funkcja                                           | Od              | Do                |
| --- | -------------------------- | ------------------------------------------------- | --------------- | ----------------- |
| 1   | José Villalón Mercado      | biskup pomocniczy Miasta Meksyk (Meksyk)          | 1 kwietnia 1952 | 16 lutego 1983    |
| 2   | Anthony Farquhar           | biskup pomocniczy Down-Connor (Irlandia Północna) | 6 kwietnia 1983 | 18 listopada 2023 |
| 3   | Adenis Roberto de Oliveira | biskup pomocniczy Kurytyby (Brazylia)             | 28 lutego 2024  |                   |